# Demonte Harper
Pour les articles homonymes, voir Harper.
Demonte Tyrone Harper, né le 21 juin 1989 à Nashville, Tennessee, est un joueur américain de basket-ball évoluant au poste d'arrière.

## Biographie

### Carrière universitaire
Entre 2007 et 2011, il joue pour les Eagles de Morehead State (en) à l'université d'État de Morehead.

### Carrière professionnelle

#### KK Cibona (2011-2012)
Le 23 juin 2011, lors de la draft 2011 de la NBA, automatiquement éligible, il n'est pas sélectionné.
En juillet 2011, il signe son premier contrat professionnel avec le club croate du KK Cibona.

#### BayHawks d'Érié (2012-2013)
En juillet 2012, il participe à la NBA Summer League de Las Vegas avec les Nuggets de Denver. Il a des moyennes de 4,5 points, 1,8 rebond et 1,8 passe décisive sur cinq matches.
En septembre 2012, il signe un contrat avec les Trail Blazers de Portland. Toutefois, en octobre 2012, il est libéré par les Trail Blazers.
Le 2 novembre 2012, il est sélectionné à la 5e position du second tour de la draft 2012 de D-League par les Bighorns de Reno.
Le 5 novembre 2012, il est transféré chez les BayHawks d'Érié.

#### BC Tsmoki-Minsk (2013-2014)
En septembre 2013, il signe en Biélorusse avec le BC Tsmoki-Minsk.

#### New Basket Brindisi (2014-2015)
En juillet 2014, Harper participe à la NBA Summer League de Las Vegas avec les Nuggets de Denver.
En août 2014, il signe en Italie avec le New Basket Brindisi.

#### Czarni Słupsk (2015-2016)
Le 27 juillet 2015, il signe en Pologne avec le Czarni Słupsk.

#### BC Kalev/Cramo (2016-mars 2017)
Le 2 septembre 2016, il signe en Estonie avec le BC Kalev/Cramo.

#### Zénith Saint-Pétersbourg (mars 2017 - 2018)
Le 14 mars 2017, il signe en Russie avec le Zénith Saint-Pétersbourg.
Il reste avec le club russe pour la saison 2017-2018.

#### Tofaş SK (juil. - déc. 2018)
Le 7 juillet 2018, il signe en Turquie avec le Tofaş SK.
Le 27 décembre 2018, il est licencié par le club turc.

#### Sidigas Avellino (jan. - juil. 2019)
Le 25 janvier 2019, il signe en Italie avec le Sidigas Avellino.

#### CB Gran Canaria (2019-2021)
Le 26 juillet 2019, il signe un contrat d'un an en Espagne avec le CB Gran Canaria.
À la fin de la saison 2019-2020, il prolonge son contrat d'un an.

#### CSP Limoges (2021-2022)
Le 19 juillet 2021, il arrive en France et signe avec le CSP Limoges.

## Statistiques

### Universitaires
| Saison    | Équipe              | Matchs | Titul. | Min./m | % Tir | % 3pts | % LF | Rbds/m. | Pass/m. | Int/m. | Ctr/m. | Pts/m. |
| --------- | ------------------- | ------ | ------ | ------ | ----- | ------ | ---- | ------- | ------- | ------ | ------ | ------ |
| 2007-2008 | Morehead State (en) | 30     | 2      | 19,2   | 35,9  | 35,1   | 60,0 | 2,23    | 1,57    | 0,70   | 0,13   | 3,73   |
| 2008-2009 | Morehead State      | 36     | 35     | 32,5   | 37,5  | 33,6   | 76,7 | 4,06    | 3,44    | 1,19   | 0,69   | 10,56  |
| 2009-2010 | Morehead State      | 34     | 30     | 29,9   | 41,9  | 36,3   | 71,9 | 2,94    | 3,15    | 1,38   | 0,21   | 11,85  |
| 2010-2011 | Morehead State      | 35     | 35     | 33,7   | 43,1  | 37,3   | 66,2 | 4,97    | 3,43    | 1,54   | 0,29   | 15,46  |
| Carrière  | Carrière            | 135    | 102    | 29,2   | 40,6  | 35,8   | 70,1 | 3,61    | 2,95    | 1,22   | 0,34   | 10,64  |